# Tiroteio na Universidade do Estado de Delaware
O Tiroteio na Universidade do Estado de Delaware é o nome dado aos tiroteios ocorridos na Universidade de Delaware, em Washington, capital dos Estados Unidos, no dia 21 de setembro de 2007. Um estudante de 17 foi responsável pelos tiros.
Os dois estudantes foram baleados perto do Memorial Hall e este incidente foi comunicado às 00:54 horas. As aulas foram canceladas para o próximo dia. O estudante, que levou um tiro, foi hospitalizado em condição estável com um ferimento no tornozelo e a estudante, que levou duas vezes os tiros, foi hospitalizada com "feridas traumáticas para o abdome". que são considerados Graves, de acordo com um comunicado de imprensa sobre o site da universidade.
O campus foi "fechado internamente", com os alunos confinada aos seus dormitórios e bloquearam o tráfego na porta do campus. Dois outros estudantes foram identificados pela polícia como sendo "de interesse" na investigação dos tiroteios..
O Chefe de Polícia, James Overton afirmou que entre quatro e seis rondas foram disparados no tiroteio. Segundo os funcionários federais responsáveis pela aplicação da lei, a vítima, (ele) recusou-se a responder às perguntas da polícia sobre o incidente, criando a convicção de que ele poderia ter conhecido o atacante. O acesso ao Campus foi restringido no domingo, dia 23 de Setembro.
Em 24 de setembro, a polícia prendeu Loyer D. Braden, um Membro do Calouro Delaware no seu dormitório e cobrada juntamente com a tentativa de assassinato primeiro grau.

 Me pergunta o jovem da inteligência em voltem ao Campus esta manhã, se é que isso é o que ele fez. Deus sabe o que se estava a passar através do seu cérebro. Talvez ele pensava que ele era inocente - livre.
--Carlos Holmes, university porta-voz.
Em 28 de setembro de 2007, na sequência audiência da acusação Braden, o processo foi remetido ao para julgamento no Tribunal Superior. O juiz ordenou que se torna Braden fiança, que seriam impedidos de visitar o DSU Campus ou contatando potenciais testemunhas.  Braden has been expelled from the University.

## Resposta da Universidade
A universidade respondeu depois de 20 minutos dos tiros, ao notificar os estudantes por anúncios na web, aceder fisicamente dormitórios, e telecomunicações. Texto mensagens não foram enviadas no momento do incidente. O campus foi mantido em "acesso limitado estatuto" a partir de sexta-feira, dia 21 de Setembro através de domingo, 23 de Setembro, com o retono das classes na segunda - feira, 24 de setembro. A universidade aumentou patrulhas de segurança no campus após o incidente.
Este incidente é importante porque foi o primeiro contra uma universidade da pelo pistoleiro em um campus desde o Massacre de Virginia Tech.